# Starý Mateřov

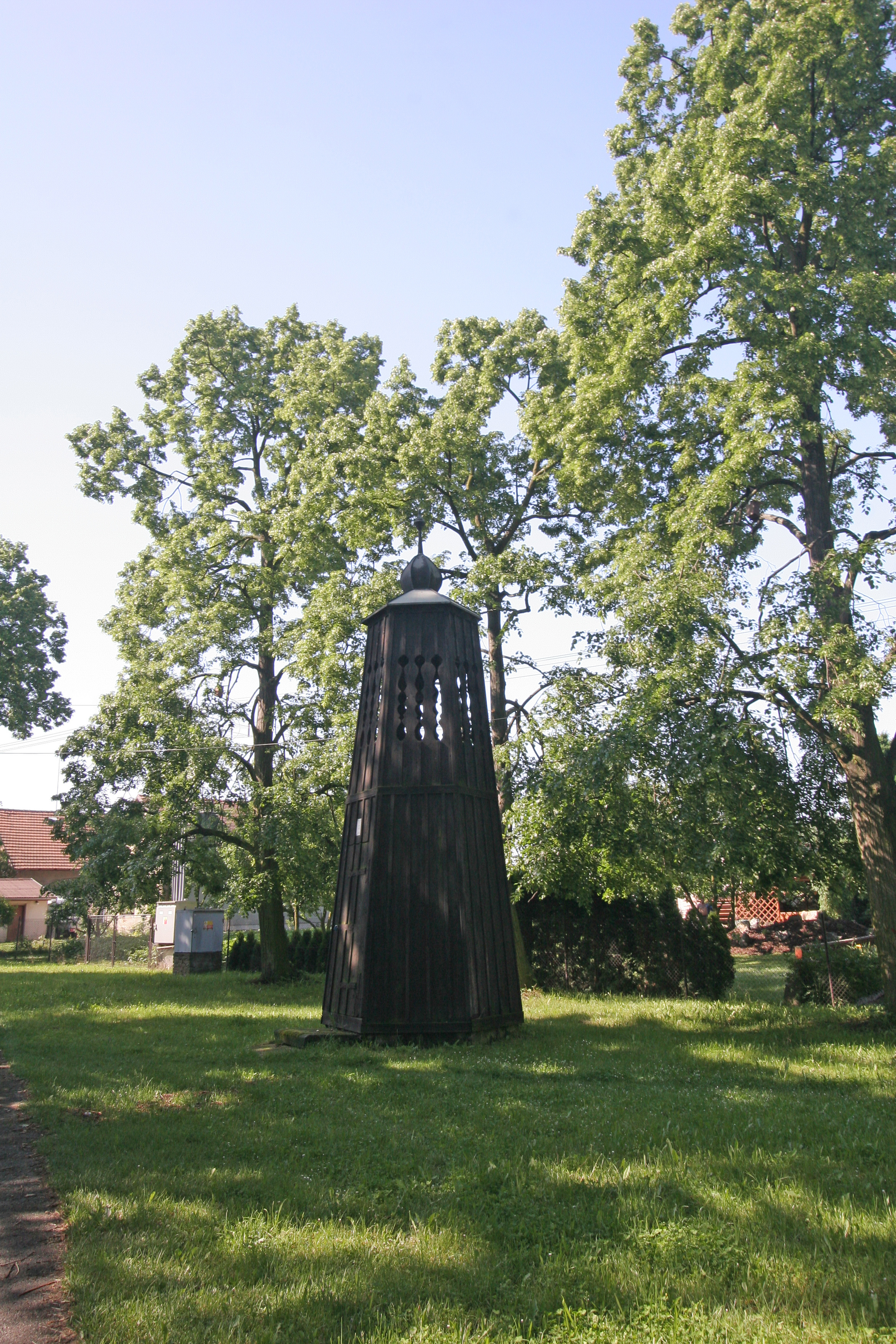
Hölzerner Glockenturm

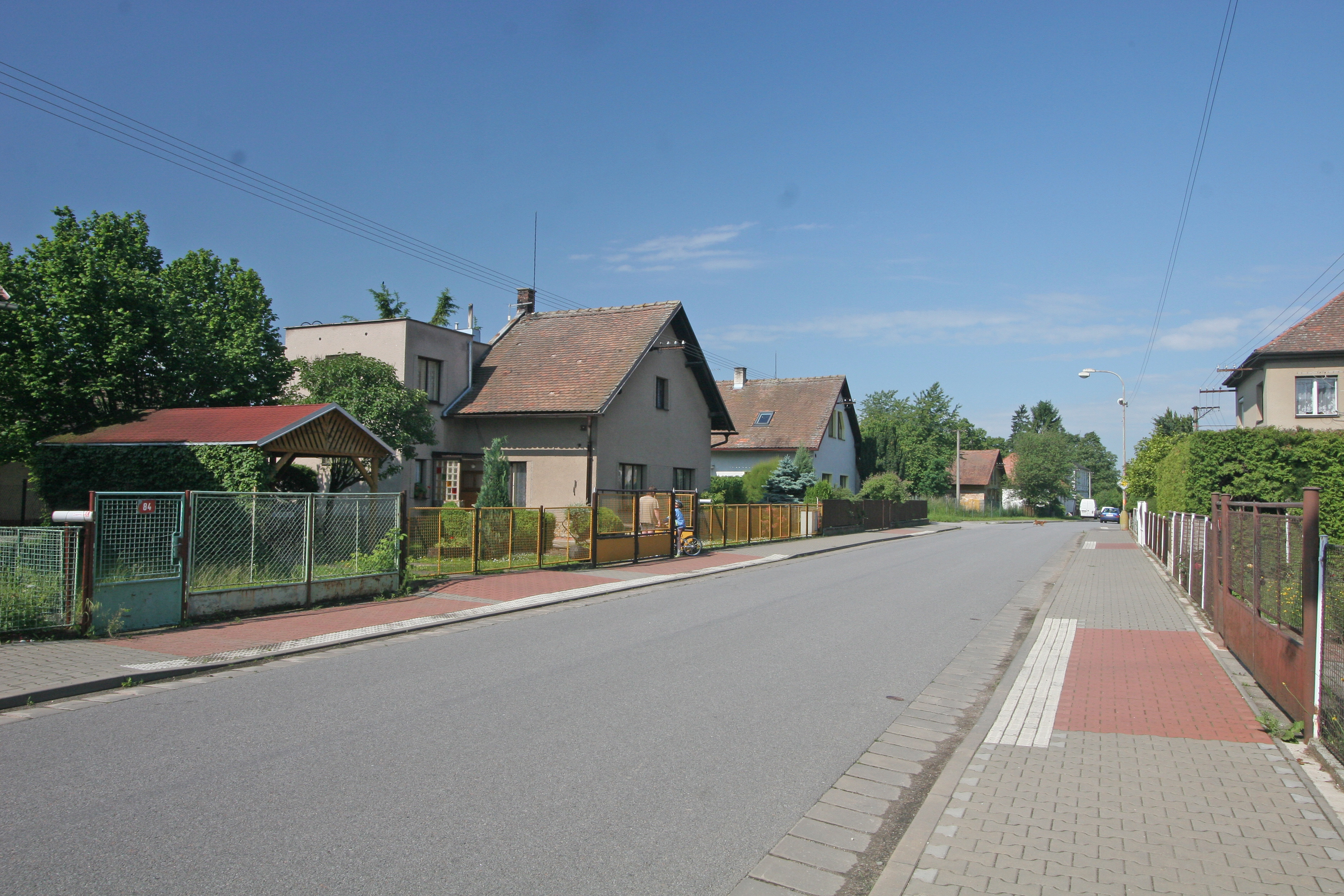
Dorfstraße

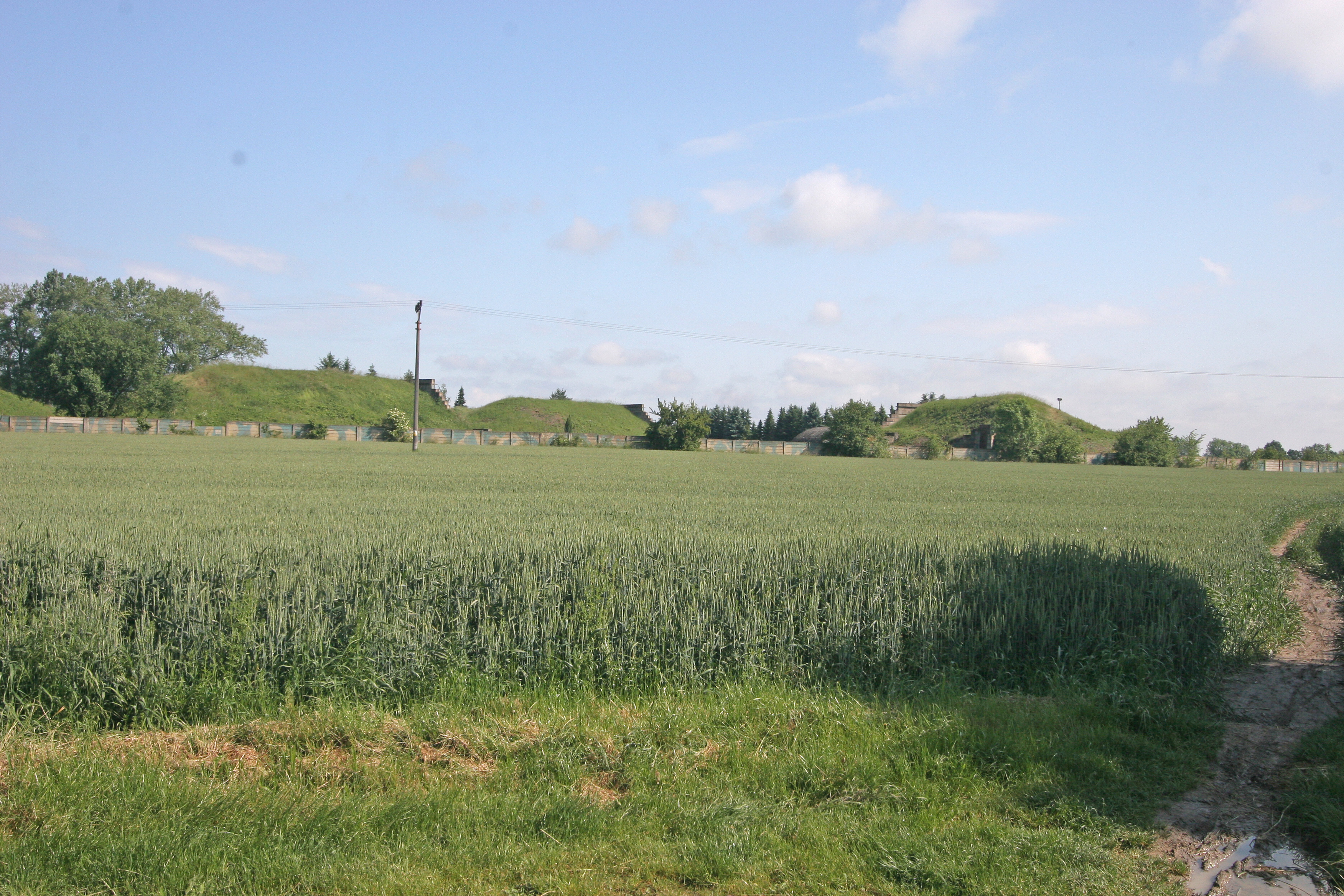
Blick auf die Shelter

Starý Mateřov (deutsch Alt Materzow, 1939–45 Alt Materschau) ist eine Gemeinde in Tschechien. Sie liegt sechs Kilometer südwestlich des Stadtzentrums von Pardubice an deren Stadtgrenze und gehört zum Okres Pardubice.

## Geographie
Starý Mateřov befindet sich linksseitig der Bylanka an deren Zufluss Mateřovský potok auf der Heřmanoměstecká tabule (Hermannstädtler Tafel). Nordöstlich von Starý Mateřov liegt der Flughafen Pardubice, nördlich des Dorfes die Shelteranlage.
Nachbarorte sind Popkovice im Norden, Dukla, Nové Jesenčany und Jesničánky im Nordosten, Dražkovice und Staré Jesenčany im Osten, Třebosice und Dubany im Südosten, Čepí im Süden, Jezbořice, Cerhov und Jeníkovice im Südwesten, Barchov und Veselá im Westen sowie Hladíkov, Nové Čívice, Staré Čívice und V Borku im Nordwesten.

## Geschichte
Mateřov wurde vermutlich im 10. oder 11. Jahrhundert gegründet. Zu Beginn des 13. Jahrhunderts gehörte das Dorf zu den Besitzungen der Herren von Hrabischitz. Die erste schriftliche Erwähnung von Matarow erfolgte im 1227, als Kojata von Brüx das Dorf zusammen mit Slakowicz und Černočice sowie dem Brüxer Marktzins der neunten Woche an das Benediktinerkloster Opatowitz überschrieb.
Später wurde Mateřov zum Sitz des Vladikengeschlechtes Máteřovský von Máteřov (Materzowsky von Materzow). Nach dem Tod des Jiřík Máteřovský fiel das Gut 1404 an die Böhmische Krone heim. Nachfolgender Besitzer wurde Vilém Kepka von Ostrožno; im Jahre 1407 erbten Jan Sokol von Lacembok und Vilém von Duban das Gut, einen Anteil erhielt auch Vilém von Turovice. Danach wechselten die Besitzer von Mateřov in rascher Folge; zu ihnen gehörten Jindřich Dubánek von Duban, Jan Ohništský von Ohnišťany, Zdeněk Bošínský von Božejov und Diviš Bošínský von Božejov. Letzterer stand von 1530 bis 1537 als Hauptmann der Herrschaft Pardubitz im Dienste der Herren von Pernstein. Im Jahre 1537 verkaufte er das Dorf und den Hof Mateřov für 700 Schock Böhmische Groschen an Johann von Pernstein, der das Gut seiner Herrschaft Pardubitz zuschlug. Am 21. März 1560 veräußerte dessen Sohn Jaroslav die Herrschaft Pardubitz an König Ferdinand I. Dessen Nachfolger Maximilian II. übertrug die Verwaltung der königlichen Herrschaften der Hofkammer. Im Jahre 1777 bestand Mateřov aus 26 Häusern, 1790 waren es 30. Im Zuge der Raabisation entstand zwischen 1790 und 1806 nordwestlich des Dorfes auf emphyteutisierten Meierhofsgründen die Dominikalsiedlung Neu-Mateřow; die hölzernen Chaluppen der volkstümlich Spálov genannten Siedlung wurden um einen runden Dorfplatz gebaut. Beim Choleraausbruch von 1806 starben in Mateřov binnen kurzer 16 Personen, darunter auch der Třebosicer Pfarrer Theobald Bulíček.
Im Jahre 1835 bestand das im Chrudimer Kreis gelegene Dorf Mateřow aus 45 Häusern, in denen 359 Personen lebten. Der Ort war unterteilt in Alt-Mateřow und Neu-Mateřow. Pfarrort war Třebositz. Bis zur Mitte des 19. Jahrhunderts blieb Mateřow der k.k. Kameralherrschaft Pardubitz untertänig.
Nach der Aufhebung der Patrimonialherrschaften bildete Mateřov ab 1849 mit den Ortsteilen Nový Mateřov und Starý Mateřov eine Gemeinde im Gerichtsbezirk Pardubitz. Ab 1868 gehörte die Gemeinde zum Bezirk Pardubitz. 1869 hatte Mateřov 425 Einwohner und bestand aus 51 Häusern. Seit Beginn des 20. Jahrhunderts führt die Gemeinde den Namen Starý Mateřov, zugleich wurde Nový Mateřov nicht mehr als Ortsteil ausgewiesen. Im Jahre 1900 lebten in Starý Mateřov 395 Menschen, 1910 waren es 432. Während der Ersten Republik wurde zwischen Starý Mateřov und Popkovice der Militärflugplatz Pardubice angelegt. 1930 hatte das Dorf 444 Einwohner und bestand aus 92 Häusern. Im Jahre 1949 wurde Starý Mateřov dem Okres Pardubice-okolí zugeordnet, seit 1960 gehört die Gemeinde wieder zum Okres Pardubice. Zwischen 1964 und 1990 waren Dubany und Třebosice eingemeindet. Beim Zensus von 2001 lebten in den 125 Häusern von Starý Mateřov 322 Personen. Seit 2007 führt die Gemeinde ein Wappen und Banner, der silberne Jagdhund auf grünen Hügeln ist dem Wappen der Vladiken von Máteřov entlehnt.

## Gemeindegliederung
Für die Gemeinde Starý Mateřov sind keine Ortsteile ausgewiesen. Zu Starý Mateřov gehört die Ortslage Nový Mateřov bzw. Spálov (Neu Materzow).

## Sehenswürdigkeiten
- Hölzerner Glockenturm auf dem Dorfplatz
- Holzkreuz auf dem Dorfplatz, errichtet 1813
- Gedenkstein für die Gefallenen des Ersten Weltkrieges
- Wüste Feste Mateřov, sie befand sich an der Ostseite des Dorfplatz an der Stelle des Hauses Nr. 1. Später wurde auf ihrem Platz ein kleiner hölzerner Herrenhof angelegt. Erhalten sind Keller sowie Mauerreste im Hof.